# Афанасий (Протопопов)
Архиепископ Афанасий (в миру Александр Федорович Протопопов; апрель 1783, Любим, Ярославское наместничество — 21 сентября 1842, Тобольск) — епископ Русской православной церкви, архиепископ Тобольский и Сибирский (1832—1842), епископ Нижегородский (1826—1832).

## Биография
Родился в апреле 1783 года в городе Любиме Ярославской губернии в семье священника Феодора Протопопова.
С юных лет преосвященный Афанасий отличался необыкновенной любознательностью и любовью к уединению. Жажда знаний росла у него с годами, и он решил посвятить свою жизнь науке.
В 1805 году окончил курс Ярославской духовной семинарии и оставлен в ней учителем.
В 1809 году поступил в Санкт-Петербургскую духовную академию, которую окончил в 1814 году со степенью магистра.
Сознание того, что приобретенные богословские знания он не сможет в миру приложить к делу, а также любовь к уединению побудили его принять монашество.
В 1814 году пострижен в монашество и назначен инспектором Санкт-Петербургской духовной академии.
С 18 марта 1816 года — ректор Казанской духовной академии и архимандрит Казанского Спасо-Преображенского монастыря.
28 июля 1817 года переведен ректором Тверской духовной семинарии и настоятелем Калязинского монастыря.
Имея прекрасное образование, преосвященный Афанасий обладал особым даром преподавания, он увлекал слушателей своим предметом, умел открывать дарования у воспитанников и возбуждать у них ревность к занятиям.
Его познания в области Священного Писания, богословских и исторических наук, а также археологии, географии, литературы, естественных наук, особенно зоологии, минералогии и геологии были весьма обширны. Много занимался преосвященный Афанасий философией.
29 июля 1823 года хиротонисан во епископа Чигиринского, викария Киевской епархии.
Афанасий настолько увлекался наукой, что даже назначение его на епископскую кафедру было для него не совсем по сердцу. Но и в сане архиерея преосвященный не оставил научных занятий.
С 13 октября 1826 года — епископ Нижегородский.
С 24 января 1832 года — архиепископ Тобольский и Сибирский.
Паству свою преосвященный Афанасий воспитывал в духе благочестия и твёрдой веры, искореняя пороки и суеверные обычаи.
Много уделял он внимания духовной семинарии, устройству библиотек, которые обогащал своими пожертвованиями.
Архиепископ Афанасий заботился о просвещении духовенства своей епархии. От священнослужителей он требовал благоговейности и усердия в выполнении своих обязанностей. Строго преследовал корыстолюбие, нетрезвость, ссоры. Суд его в епархиальных делах был беспристрастен и справедлив.
Преосвященный возглавил миссионерскую деятельность в епархии. В 1836 году Тобольский Кодинский (Котский) монастырь был обращён в миссионерский с учреждением при нём училища для инородческих детей. Под его руководством тобольские и пермские миссионеры обратили в Православие несколько тысяч человек. По благословению архиепископа Афанасия на языке северных народов были переведены символ веры, заповеди, молитвы, составлены словари.
Преосвященный Афанасий отличался любовью к храмозданию. Он употреблял все средства на строительство церквей. В Нижегородской епархии им построен Спасо-Преображенский собор; в Тобольске перестроены Крестовая церковь и архиерейский дом.
Богослужения архиепископа Афанасия отличались торжественностью и величественностью и вызывали у молящихся чувство благоговения.
За два года до смерти он изучил итальянский язык и намеревался заняться английским.
Скончался 21 сентября 1842 года (по РБС — 1841 года). Погребен в Тобольском Софийском соборе, рядом с архиепископом Амвросием II.

## Сочинения
Преосвященный Афанасий занимался и литературной деятельностью, но печататься не любил, и некоторые его проповеди вышли в свет без его ведома.
- Опыты упражнений воспитанников 2-го класса Санкт-Петербургской духовной академии. — СПб., 1817.
- Слово при избрании судей петербургским дворянством // Христианское чтение. — 1829. Слово в день Преображения Господня (в рукописи).
- Записки по каноническому праву (составлены по поручению академии). Материалы по церковным древностям. Исправления и очищения от неологических заблуждений, переведенные для него из немецких обширных археологии Яна и Розенмиллера. Экзегетический труд: «Толкование Евангелия от Иоанна» (1—14).
- Описание качества и действий Иисуса яко Христа и Сына Божия (рукопись).